# Trichomycterus punctatissimus
Trichomycterus punctatissimus es una especie de peces de la familia Trichomycteridae en el orden de los Siluriformes.

## Morfología
Los machos pueden llegar alcanzar los 28 cm de longitud total.

## Distribución geográfica
Se encuentra en el Brasil.